# Побег (фильм, 1994)
«Побег» (англ. The Getaway) — боевик режиссёра Роджера Дональдсона. Ремейк фильма 1972 года и поставлен по роману Джима Томпсона.

## Сюжет
Семейная пара профессиональных грабителей, «Док» и Кэрол Маккой, отправляются на необычное «дело». Им предложили $300 000 за спасение из тюрьмы молодого мексиканца, сына наркобарона. Операция проходит неудачно: соучастник Маккоев по побегу, двуличный Руди Трэвис, подставляет Дока, и тот оказывается за решёткой.
Проходит год, и Док решает любой ценой выбраться на свободу. Мафиозо Джек Беньон собирает преступную команду для ограбления сейфа на тотализаторе при собачьих бегах. Ради крупного дела Беньон устраивает досрочное освобождение Дока. Ограбление проходит успешно, и шайке удаётся скрыться с деньгами. Руди, убив своего партнёра, снова собирается забрать себе все деньги. Док на этот раз готов к подобному развитию событий. Он опережает своим выстрелом предателя и забирает все деньги себе.
Доку и Кэрол предстоит скрыться от полиции. Кроме того, на Руди был бронежилет, он всего лишь ранен и также продолжает настойчивое преследование.

## В ролях
- Алек Болдуин — Картер «Док» Маккой
- Ким Бейсингер — Кэрол Маккой
- Майкл Мэдсен — Руди Трэвис
- Филип Сеймур Хоффман — Фрэнк Хансен
- Дженнифер Тилли — Фрэн Карви
- Джеймс Вудс — Джек Беньон
- Ричард Фарнсуорт — Слим
- Дэвид Морс — Джим Дир Джексон
- Джеймс Стивенс — Харольд Карви

## Премии и номинации
- 1995 — Номинация на премию Золотая малина — худшая актриса (Ким Бейсингер)